# Oligomyrmex punctatus
Oligomyrmex punctatus är en myrart som först beskrevs av Vladimir Aphanasjevich Karavaiev 1931.  Oligomyrmex punctatus ingår i släktet Oligomyrmex och familjen myror. Inga underarter finns listade i Catalogue of Life.